# Chlamydotis undulata fuertaventurae
La hubara canaria (Chlamydotis undulata fuertaventurae) es una subespecie de avutarda hubara endémica de las Canarias orientales. Es un ave sedentaria, escasa y amenazada de extinción y el ave de mayor tamaño de este archipiélago de la Macaronesia española. La hubara es el símbolo animal de Fuerteventura, junto al cardón de Jandía como símbolo vegetal.

## Taxonomía
La hubara canaria es una de las tres subespecies de avutarda hubara. Las pruebas arqueológicas indican que ha estado presente en las islas Canarias desde hace 130.000 - 170.000 años. Sin embargo los datos genéticos apuntan a una separación de C. u. fuertaventurae respecto a la subespecie nominal mucho más reciente, entre 20.000-25.000 años. Lo que indica que tras una colonización inicial de las islas Canarias hace unos 130.000 años, se han realizado colonizaciones posteriores hasta hace unos 19.000-30.000 años, tras los cuales se produjo el aislamiento hasta la actualidad.

## Descripción
La hubara canaria se distingue de las otras dos subespecies por ser de menor tamaño, de colores menos arenosos y tener la espalda más oscura y con más manchas. Mide entre 55 y 65 cm de largo, por lo que es el ave de mayor tamaño entre las nativas del archipiélago canario.

## Distribución y hábitat
Las hubaras están confinadas en las islas de Fuerteventura, Lanzarote, Lobos y La Graciosa, aunque no hay seguridad si la población de Lobos continúa existiendo. Se sabe que en el pasado la hubara también habitó las islas de Tenerife y Gran Canaria, islas en donde posteriormente se extinguió.
La pluviosidad anual media en su área de distribución es menos de 140 mm mientras que el rango de temperaturas medias oscilan entre los 16 °C en enero-febrero y 24 °C en agosto-septiembre. Habitan en llanuras semiáridas, colinas rocosas y dunas inmóviles, con cubierta vegetal escasa de arbustos y hierba. A veces se alimentan en las tierras de cultivo al amanecer y el atardecer, pero evitan los asentamientos humanos, los maizales, los bosques y los campos de lava.

## Comportamiento

### Reproducción

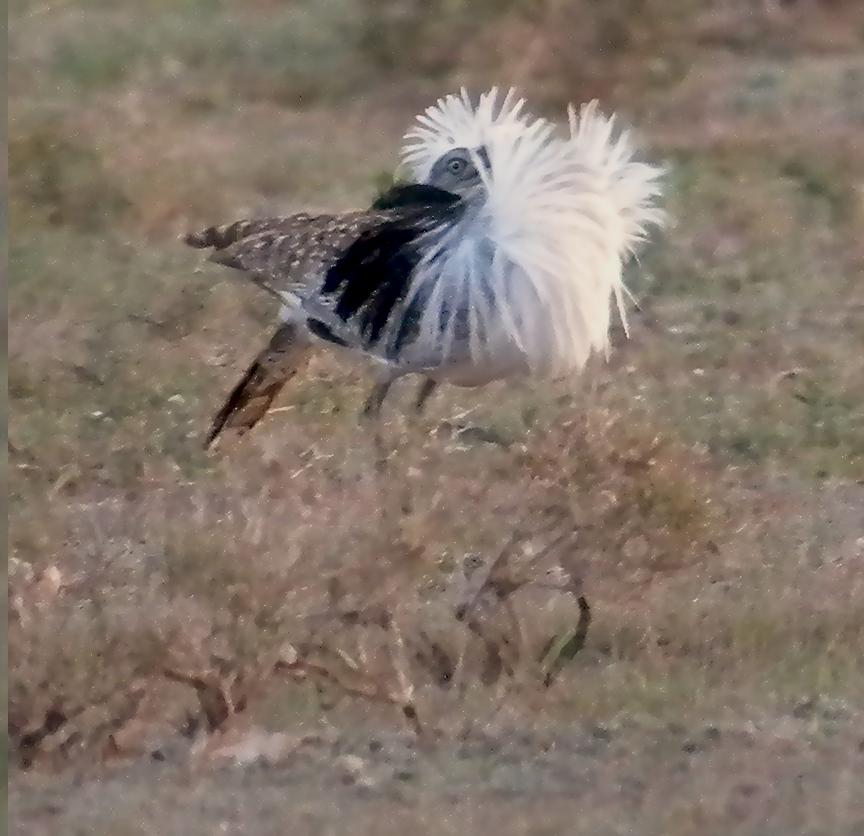
Macho desplegando sus plumas durante el cortejo.

Fuera de la época de cría las aves suelen ser gregarias y buscan alimento en pequeños grupos. En cambio en la época de cría los machos toman territorios para el cortejo y los defienden de los demás machos. Estos territorios suelen tener anchos 500-1000 m. Durante este periodo ambos sexos tienden a estar solos y solo se juntan para el apareamiento. El cortejo tiene lugar de diciembre a marzo. Los machos exhiben el plumaje de su cabeza y pecho pavoneándose en círculo o línea recta. Las hembras ponen entre dos y tres huevos en un nido ligeramente escarbado en el suelo entre febrero y abril. Los machos son polígamos y no ayudan en la cría de los pollos. Los polluelos son nidífugos y siguen a la hembra tras la eclosión. Generalmente solo sobrevive un pollo de cada puesta, y raramente dos.

### Alimentación

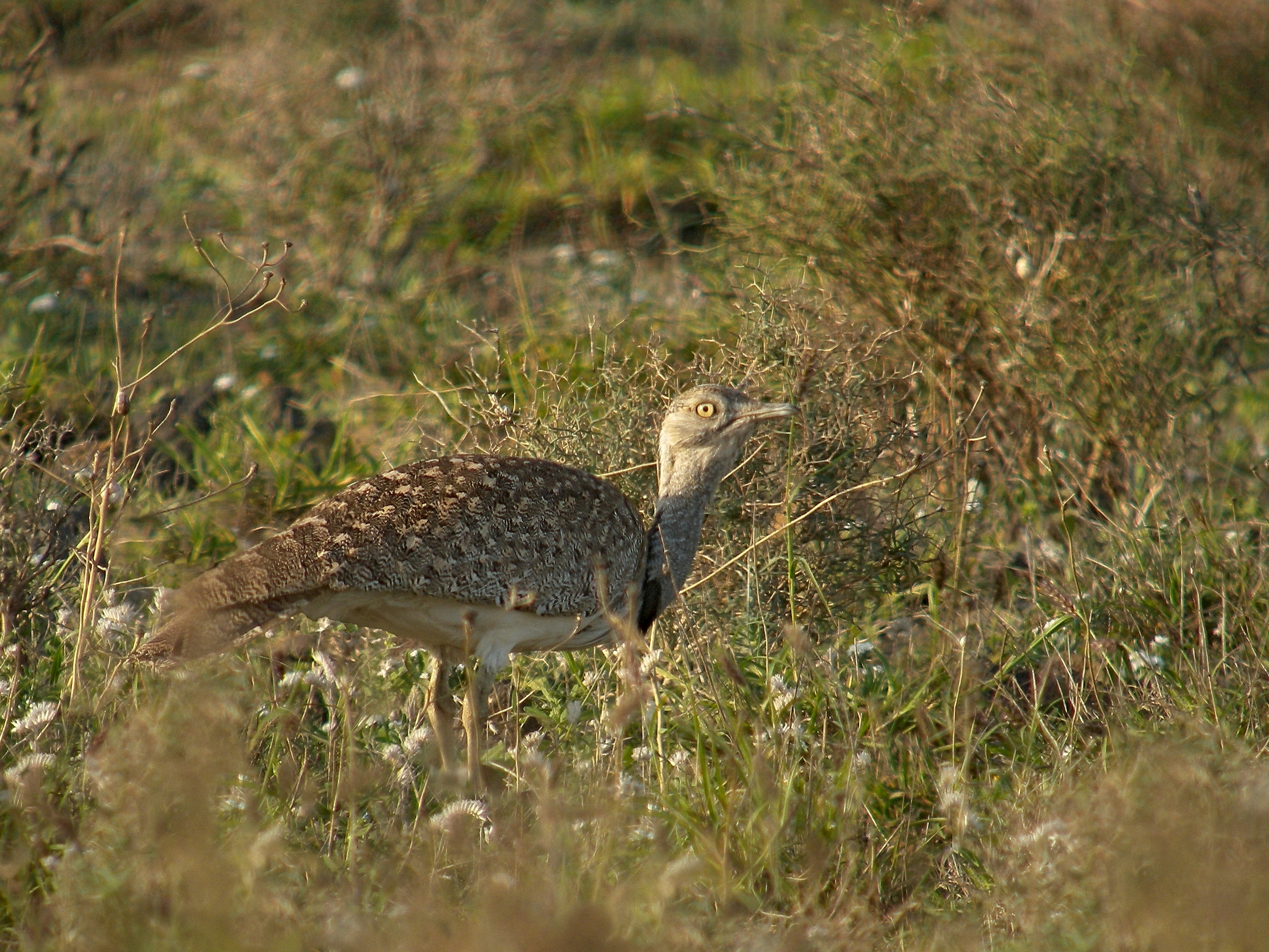
Ejemplar en Lanzarote

Estas aves son omnívoras, se alimentan en el suelo consumiendo gran variedad de artrópodos, moluscos, pequeños vertebrados y diverso material vegetal. Los pollos necesitan insectos para crecer correctamente.

## Estado de conservación
El plan de acción publicado en 1995 estimaba una población total de unas 700–750 hubaras canarias, comprendidas entre las 300–350 en Fuerteventura y Lobos, y unas 400 en Lanzarote y La Graciosa. Sin embargo un estudio posterior estimaba que el número de individuos en Fuerteventura eran 177. Están clasificadas como aves en peligro de extinción en la Lista roja y están protegidas por la legislación, aunque siguen amenazadas por varios factores, como la destrucción de su hábitat por el desarrollo e incremento del turismo, la caza furtiva, las colisiones con los tendidos eléctricos y las pertubaciones causadas por los recolectores de trufas.